# Evangelismós (ort i Grekland, lat 39,83, long 22,52)
Evangelismós (Evangelismos, Evangelismos Larisis) är en ort i Grekland.   Den ligger i prefekturen Nomós Larísis och regionen Thessalien, i den centrala delen av landet, 230 km nordväst om huvudstaden Aten. Evangelismós ligger 41 meter över havet och antalet invånare är 127.
Terrängen runt Evangelismós är huvudsakligen kuperad, men norrut är den bergig. Evangelismós ligger nere i en dal. Runt Evangelismós är det ganska glesbefolkat, med 27 invånare per kvadratkilometer. Närmaste större samhälle är Ampelóna, 16,2 km sydväst om Evangelismós. Trakten runt Evangelismós består till största delen av jordbruksmark.